# نيقولاي سميرنوف
نيقولاي سميرنوف (بالأوكرانية: Микола Олександрович Смирнов) هو لاعب كرة الماء أوكراني، ولد في 27 فبراير 1961 في لفيف في أوكرانيا.

## وصلات خارجية
- نيقولاي سميرنوف على موقع أوليمبيديا (الإنجليزية)